# Víctor de la Fuente
Víctor de la Fuente (Ardinasa de Llanes, 12 aprile 1927 – Le Mesnil-Saint-Denis, 2 luglio 2010) è stato un fumettista spagnolo.

## Biografia
Inizia l'attività di fumettista negli anni quaranta collaborando con la casa editrice Editorial Rialto. Dopo un periodo trascorso in sudamerica, torna in Europa lavorando con diversi editori, sia del vecchio continente che statunitensi, principalmente illustrando fumetti western (es: Sunday, Mortimer), ma anche horror.
Nel 1992 realizza per la Sergio Bonelli Editore uno degli Albi fuori serie di Tex (i cosiddetti Texoni) dal titolo Fiamme sull'Arizona (scritto da Claudio Nizzi). Nel 1995 torna a realizzare Tex disegnando una storia per l'Almanacco del West ed entrando ufficialmente nello staff dei disegnatori del Ranger, attività a cui si è dedicato negli ultimi anni della sua vita.